# 爆笑!ツキムランド
爆笑!ツキムランド（ばくしょうツキムランド）は、ラジオ大阪がかつて放送していたラジオ番組。

## 概要
2006年3月までは水曜日21:30から22:00まで、2006年4月から同年9月までは水曜日22:30から23:00までの放送で、奈良県で80年以上の歴史を誇る老舗のオーダースーツ店ツキムラが提供していた冠番組だった。
友近の関西に於ける初レギュラー番組はこの番組である。番組には、ツキムラの社長の岸伸彦も出演している。番組開始当時のタイトルは「笑う門には服来たる」であったが、これは洋服屋がスポンサーのため「福来たる」と「服着たる」を掛けたためと思われる。
2006年3月をもって友近は卒業。4月からは放送時間が1時間繰り下がり、友近に替わって松竹芸能の女性漫才コンビ「梅小鉢」をパーソナリティに迎え、2006年9月まで放送されていた。2006年10月から「きっしゃん・雀太の“オヤジとツキムラってよ！”」（毎週日曜夜8時00分～8時30分放送／桂雀太）、2007年10月からチキチキジョニーをパーソナリティに起用した「チキチキ!ツキムランド」がスタート。この番組から引き続き、岸伸彦も出演。

### メインパーソナリティ
- 岸伸彦
- 梅小鉢

### 過去のパーソナリティ
- 友近
- 藤原宏美

| ラジオ大阪 水曜21:30～22:00枠                                                     | ラジオ大阪 水曜21:30～22:00枠 | ラジオ大阪 水曜21:30～22:00枠                              |
| 前番組                                                                            | 番組名                        | 次番組                                                     |
| --------------------------------------------------------------------------------- | ----------------------------- | ---------------------------------------------------------- |
| ?                                                                                 | 爆笑!ツキムランド             | Music Cafe いいおとな （21:30～22:30、水曜日：西村由紀江） |
| ラジオ大阪 水曜22:30～23:00枠（2006年4月～2006年9月）                             |                               |                                                            |
| よしもとエンタテイメントステーションGOYŌDA （22:00～24:00、水曜日：ランディーズ） | 爆笑!ツキムランド             | OH!WADAナイト （月曜日22:30～23:00から移動）               |